# Jeroen Houben
Jeroen Houben  (Haelen, 17 februari 1987) is een Nederlands filmregisseur, scenarioschrijver en componist. Zijn film Torch Song ontving in 2024 de Prijs van de Nederlandse Filmkritiek op het Nederlands Filmfestival. Voor deze film componeerde Houben tevens de soundtrack.

## Loopbaan
Jeroen Houben werd geboren in Haelen, en groeide op in de televisiewinkel van zijn ouders. Hij begon als kind met het maken van filmpjes en animaties, en was actief in het jeugdtoneel. Houben studeerde grafische vormgeving in Eindhoven, en audiovisuele vormgeving op de Willem de Kooning Academie in Rotterdam.
Houben regisseerde videoclips voor artiesten als De Jeugd van Tegenwoordig, Sef en Ronnie Flex. Zijn video voor De formule werd genomineerd voor een Edison. Met korte film Sorry won Houben in 2013 de UPC Fictie Prijs op het Nederlands Film Festival. Gips ging in 2016 in première op het Palm Springs International ShortFest.
In 2018 regisseerde Houben De Matchmaker, met Ariane Schluter en Benja Bruijning in de hoofdrol. De film trok meer dan 100.000 bezoekers naar de bioscoop en ontving de Gouden Film-status.
In 2024 volgde zijn eerste Engelstalige speelfilm, Torch Song, die zijn internationale première beleefde op het Woodstock Film Festival. In deze muziekfilm zoekt een zangeres (gespeeld door Carla Juri) haar vervreemde halfbroer op. De muziek die Houben voor de film schreef verscheen als soundtrackalbum. Ter gelegenheid van de Nederlandse release zong Houben éénmalig de liedjes uit de film voor publiek in het Eye Filmmuseum.

## Filmografie

### Speelfilms
- 2018: De Matchmaker
- 2024: Torch Song

### Korte films
- 2011: Mix Tape
- 2011: Pagina 23
- 2012: Sorry
- 2013: Best Wishes
- 2015: Home Suite Home
- 2015: Gips